# Национално знаме на Кения
Националното знаме на Кения е прието на 12 декември 1963 година. Знамето е базирано на знамето на Кенийския Африкански Национален Съюз. Черният цвят символизира африканското население, червеният кръвта пролята по време на борбата за независимост и зеления символизира страната. Белият цвят е добавен по-късно и символизира мир. В средата е изобразен традиционният щит на Масаите, който е в червено, черно и бяло с две кръстосани копия и символизира защитата на символите на знамето.

## Знаме през годините
- (1921 – 1963)